# Arabska wiosna
Arabska wiosna (określana także jako Arabska Wiosna Ludów, Zima Ludów, Arabska Zima Ludów lub Arabskie przebudzenie) – protesty społeczne i konflikty zbrojne w krajach arabskich, w latach 2010–2012. Przyczynami ich wybuchu były: niezadowolenie obywateli z warunków życiowych, bezrobocie, rosnące ceny żywności, a także korupcja i nepotyzm władz oraz ograniczanie swobód obywatelskich przez autokratyczne reżimy.

## Zarys wydarzeń
Obalenie władz
     Dwukrotne obalenie władz
     Wojna domowa
     Protesty i zmiany w rządzie
     Masowe protesty
     Protesty
     Protesty poza światem arabskim

Sytuacja w krajach Bliskiego Wschodu i Afryki Północnej 2010–2013:
Obalenie władz
Dwukrotne obalenie władz
Wojna domowa
Protesty i zmiany w rządzie
Masowe protesty
Protesty
Protesty poza światem arabskim

Do pierwszych wystąpień społecznych doszło w Tunezji po tym, jak 17 grudnia 2010 bezrobotny sprzedawca uliczny Mohamed Bouazizi podpalił się na targu w Sidi Bu Zajd w proteście przeciwko brakowi perspektyw na poprawę swojej sytuacji życiowej. Z czasem demonstracje przybierały coraz gwałtowniejszą formę, prowadząc do starć ze służbami bezpieczeństwa. Protesty w Tunezji, które przerodziły się w rewolucję, stanowiły przykład i inspirację dla mieszkańców pozostałych państw regionu. W ich wyniku obalony został wieloletni prezydent Zajn al-Abidin ibn Ali (znany jako Ben Ali), a władzę w kraju do czasu planowanych demokratycznych wyborów objął rząd tymczasowy, w którym znaleźli się także przedstawiciele opozycji. Działalność rządzącego Zgromadzenia Demokratyczno-Konstytucyjnego została zawieszona.
Do wybuchu rewolucji doszło także 25 stycznia 2011 w Egipcie. Egipcjanie, zmagający się z podobnymi problemami jak Tunezyjczycy, wyszli na ulice największych miast, domagając się ustąpienia prezydenta Hosniego Mubaraka. Pod ich wpływem prezydent powołał nowy gabinet na czele z Ahmadem Szafikiem oraz mianował Omara Suleimana na nieobsadzony od 30 lat urząd wiceprezydenta. Nie wyciszyło to jednak nastrojów społecznych i po 18 dniach demonstracji Mubarak zmuszony był zrezygnować ze stanowiska. Władzę do czasu planowanych wyborów przejęło wojsko na czele z marszałkiem Mohamedem Husseinem Tantawim.
Już wcześniej, pod koniec grudnia 2010, na masową skalę wybuchły protesty w Algierii. W ich wyniku rząd zobowiązał się do końca lutego 2011 znieść obowiązujący od 1992 stan wyjątkowy. W styczniu 2011 rozpoczęły się protesty w Jordanii i Jemenie. W konsekwencji król Jordanii Abdullah II powołał nowy rząd na czele Marufem al-Bachitem. Natomiast prezydent Jemenu Ali Abd Allah Salih zobowiązał się do nieubiegania się o kolejną kadencję w wyborach prezydenckich w 2013. W lutym 2011 do masowych wystąpień społecznych doszło w Bahrajnie oraz Libii, które przerodziły się w wojnę domową, podczas której interweniowały siły lotnicze NATO.
Do wystąpień, choć już na mniejszą skalę, doszło także w Arabii Saudyjskiej, Dżibuti, Iraku, Kuwejcie, Libanie, Maroku, Omanie, Palestynie, Somalii, Sudanie i Syrii. Przez region przetoczyła się ponadto fala prób samobójczych w formie samospaleń, m.in. w Mauretanii oraz sąsiadującym z państwami Maghrebu Senegalu. Pod wpływem wydarzeń w krajach arabskich do protestów doszło także w sąsiednim Iranie.
Ośmiomiesięczna wojna domowa w Libii zakończyła się obaleniem reżimu Mauammara al-Kaddafiego i jego zabiciem przez powstańców, co miało miejsce 20 października 2011. Silny opór stawiali powstańcy w Syrii (zob. wojna domowa w Syrii). Tamtejszy prezydent Baszszar al-Asad mimo presji międzynarodowej krwawo rozprawiał się z opozycjonistami. Na Syrię nakładano sankcje, kraj został zawieszony, podobnie jak Libia, w prawach członka Ligi Państw Arabskich. Rewolucja owładnęła także Jemen. Mimo że prezydent poszedł na ustępstwa wobec obywateli, kraj szybko pogrążył się w wewnętrznym chaosie. Widmo wojny domowej zostało odsunięte, kiedy Ali Abd Allah Salih podpisał 23 listopada 2011 porozumienie, na mocy którego zrzekł się władzy. 10 grudnia 2011 powołano nowy rząd pod kierownictwem Mohammeda Basindawy, natomiast 25 lutego 2012 na nowego prezydenta zaprzysiężono Abd Rabbuh Mansur Hadiego.
Tymczasem niebezpiecznie sytuacja zaogniała się w Syrii, gdzie w wyniku działań sił rządowych przeciwko rebeliantom ginęły tysiące ludzi. Nieskuteczne zabiegi areny międzynarodowej spowodowały, że nieugięty reżim Baszara al-Assada doprowadził kraj do krwawej wojny domowej.

## Zestawienie wydarzeń w regionie

### Kraje arabskie
| Państwo                                               | Szef państwa Data objęcia urzędu        | Początek wystąpień                                                  | Koniec wystąpień          | Charakter wydarzeń                                | Rezultat wydarzeń |
| ----------------------------------------------------- | --------------------------------------- | ------------------------------------------------------------------- | ------------------------- | ------------------------------------------------- | --- |
| Tunezja Patrz: Rewolucja w Tunezji                    | Zajn al-Abidin ibn Ali 1987             | 17 grudnia 2010(dts)                                                | 7 marca 2011(dts)         | samospalenie, masowe protesty, rewolucja          | - rezygnacja prezydenta ibn Alego 14 stycznia 2011 - 17 stycznia 2011 powołanie rządu jedności narodowej pod kierownictwem dotychczasowego premiera al-Ghannusziego - 7 marca 2011 zaprzysiężenie rządu Al-Badżiego Ka’ida as-Sibsiego - 23 października 2011 wybory do tymczasowego parlamentu |
| Algieria Patrz: Protesty w Algierii                   | Abd al-Aziz Buteflika 1999              | 29 grudnia 2010(dts)                                                | 15 kwietnia 2011(dts)     | samospalenia, masowe protesty                     | - obniżka cen żywności - zwiększenie subsydiów - deklaracja zniesienia stanu wyjątkowego - 10 maja 2012 wybory parlamentarne wygrane przez Front Wyzwolenia Narodowego, 3 września 2012 nowym premierem Abd al-Malik Sallal |
| Libia Patrz: Wojna domowa w Libii                     | Mu’ammar al-Kaddafi 1969                | 13 stycznia 2011(dts) (Protesty) 15 lutego 2011(dts) (Wojna domowa) | 23 października 2011(dts) | wojna domowa                                      | - zniesienie podatków i ceł na krajowe i importowane produkty żywnościowe - ustanowienie strefy zakazu lotów i interwencja zagraniczna - interwencja wojskowa pod egidą NATO - obalenie i zabicie Mu’ammara al-Kaddafiego 20 października 2011 - przejęcie władzy przez Narodową Radę Tymczasową z premierem Mahmudem Dżibrilem i przewodniczącym Mustafą Muhammadem Abd al-Dżalilem - 7 lipca 2012 wybory do Powszechnego Kongresu Narodowego - słabość rządu i destabilizacja sytuacji wewnętrznej, wybuch drugiej wojny domowej 16 maja 2014                             |
| Jordania Patrz: Protesty w Jordanii                   | Abdullah II 1999                        | 14 stycznia 2011(dts)                                               | 4 października 2012       | masowe protesty                                   | - obniżka cen żywności i paliwa - 1 lutego 2011 Maruf al-Bachit powołany na stanowisko premiera |
| Mauretania                                            | Muhammad uld Abd al-Aziz 2009           | 17 stycznia 2011(dts)                                               | 25 kwietnia 2011(dts)     | samospalenie                                      | - zapowiedzi zwiększenia świadczeń społecznych |
| Oman Patrz: Protesty w Omanie                         | Kabus ibn Sa’id 1970                    | 17 stycznia 2011(dts)                                               | 22 kwietnia 2011(dts)     | masowe protesty                                   | - podwyżka płac minimalnych dla pracowników sektora prywatnego z 364 do 520 dolarów miesięcznie - 26 lutego 2011 zmiany w rządzie |
| Sudan Patrz: Protesty w Sudanie                       | Umar al-Baszir 1989                     | 17 stycznia 2011(dts)                                               | 26 października 2013(dts) | masowe protesty                                   | - 6 grudnia 2013 dymisja wiceprezydenta Alego Usmana Tahy |
| Jemen Patrz: Rewolucja w Jemenie                      | Ali Abd Allah Salih 1978                | 27 stycznia 2011(dts)                                               | 25 lutego 2012(dts)       | masowe protesty, powstanie                        | - pogrążenie się kraju w chaosie - zwiększona aktywność terrorystów Al-Ka’idy na południu i szyitów na północy kraju - rezygnacja prezydenta Saliha 23 listopada 2011, przekazanie urzędu w ręce Abda Rabbuha Manura Hadiego 25 lutego 2012 - dalsza destabilizacja sytuacji wewnętrznej - zajęcie Sany przez szyickich rebeliantów 22 stycznia 2015 i wybuch wojny domowej |
| Arabia Saudyjska Patrz: Protesty w Arabii Saudyjskiej | Abd Allah ibn Abd al-Aziz Al Su’ud 2005 | 21 stycznia 2011(dts)                                               |                           | samospalenia, mniejsze protesty                   | |
| Liban Patrz: Konflikt w Libanie (2011-2014)           | Michel Sulaiman 2008                    | 24 stycznia 2011(dts)                                               | 15 grudnia 2011(dts)      | konflikt wewnętrzny wywołany wojną domową w Syrii | - reformy polityczne |
| Egipt Patrz: Rewolucja w Egipcie (2011)               | Husni Mubarak 1981                      | 25 stycznia 2011(dts)                                               | 13 lutego 2011(dts)       | samospalenia, masowe protesty, rewolucja          | - rezygnacja prezydenta Mubaraka 11 lutego 2011 i przekazanie władzy juncie wojskowej Muhammada Husajna Tantawiego - dalsze protesty przeciwko rządom wojskowym - wybory parlamentarne na przełomie 2011 i 2012 wygrane przez Partię Wolności i Sprawiedliwości - 30 czerwca 2012 Muhammad Mursi zaprzysiężony na urząd głowy państwa, po wygranych wyborach prezydenckich - dalsze niepokoje społeczne, protesty, zamieszki, starcia ze służbami porządkowymi - eskalacja przemocy w listopadzie 2012 i czerwcu 2013 doprowadziła do wojskowego zamachu stanu 3 lipca 2013 |
| Syria Patrz: Wojna domowa w Syrii                     | Baszszar al-Asad 2000                   | 26 stycznia 2011(dts) (Protesty) 15 marca 2011(dts) (Wojna domowa)  |                           | wojna domowa                                      | - krwawe represje i powolna pacyfikacja powstania - setki tysięcy ofiar - udokumentowane zbrodnie przeciwko ludzkości - przekształcenie Syrii w państwo upadłe - powstanie 11 listopada 2012 Syryjskiej Koalicji Narodowej na rzecz Opozycji i Sił Rewolucyjnych - powstanie i ekspansja Państwa Islamskiego - 3 czerwca 2014 na terenach kontrolowanych przez rząd Partii Baas wybory prezydenckie wygrane przez Baszszara al-Asada - międzynarodowa koalicja wojskowa przeciwko dżihadystom pod przewodnictwem Stanów Zjednoczonych                                       |
| Palestyna Patrz: Protesty w Palestynie (2011)         | Mahmud Abbas 2005                       | 28 stycznia 2011(dts)                                               |                           | mniejsze protesty                                 | |
| Maroko Patrz: Protesty w Maroku                       | Muhammad VI 1999                        | 30 stycznia 2011(dts)                                               | 17 czerwca 2011(dts)      | mniejsze protesty                                 | - wprowadzenie subsydiów na import żywności - referendum ograniczające władzę króla |
| Dżibuti Patrz: Protesty w Dżibuti                     | Ismail Omar Guelleh 1999                | 1 lutego 2011(dts)                                                  | 11 marca 2011(dts)        | masowe protesty                                   | - 8 kwietnia 2011 wybory prezydenckie wygrane przez Ismaila Omara Guelleha |
| Irak Patrz: Protesty w Iraku                          | Dżalal Talabani 2005                    | 12 lutego 2011(dts)                                                 |                           | masowe protesty, wojna domowa                     | - zmiany na stanowiskach szefów władz lokalnych - uwolnienie więźniów - 24 lipca 2014 Fu’ad Masum nowym prezydentem, 8 września 2014 Hajdar al-Abadi nowym premierem - destabilizacja sytuacji wewnętrznej, wpływy syryjskiej wojny domowej - ekspansja terytorialna Państwa Islamskiego |
| Somalia Patrz: Protesty w Somalii                     | Szarif Szajh Ahmed 2009                 | 13 lutego 2011(dts)                                                 | 17 lutego 2011(dts)       | mniejsze protesty                                 | - ofensywa sił AMISOM w Mogadiszu - 16 września 2012 Hassan Sheikh Mohamud nowym prezydentem |
| Bahrajn Patrz: Powstanie w Bahrajnie                  | Hamad ibn Isa Al Chalifa 2002           | 14 lutego 2011(dts)                                                 |                           | masowe protesty                                   | - odwołanie Grand Prix Bahrajnu inauguracyjnego wyścigu sezonu 2011 oraz wyścigów GP2 Asia Series - interwencja Arabii Saudyjskiej |
| Kuwejt                                                | Sabah al-Ahmad al-Dżabir as-Sabah 2006  | 19 lutego 2011(dts)                                                 | 8 marca 2011(dts)         | mniejsze protesty                                 | - zwiększenie pomocy socjalnej |
| Sahara Zachodnia                                      | Muhammad Abd al-Aziz 1976               | 20 lutego 2011(dts)                                                 |                           | mniejsze protesty                                 | |

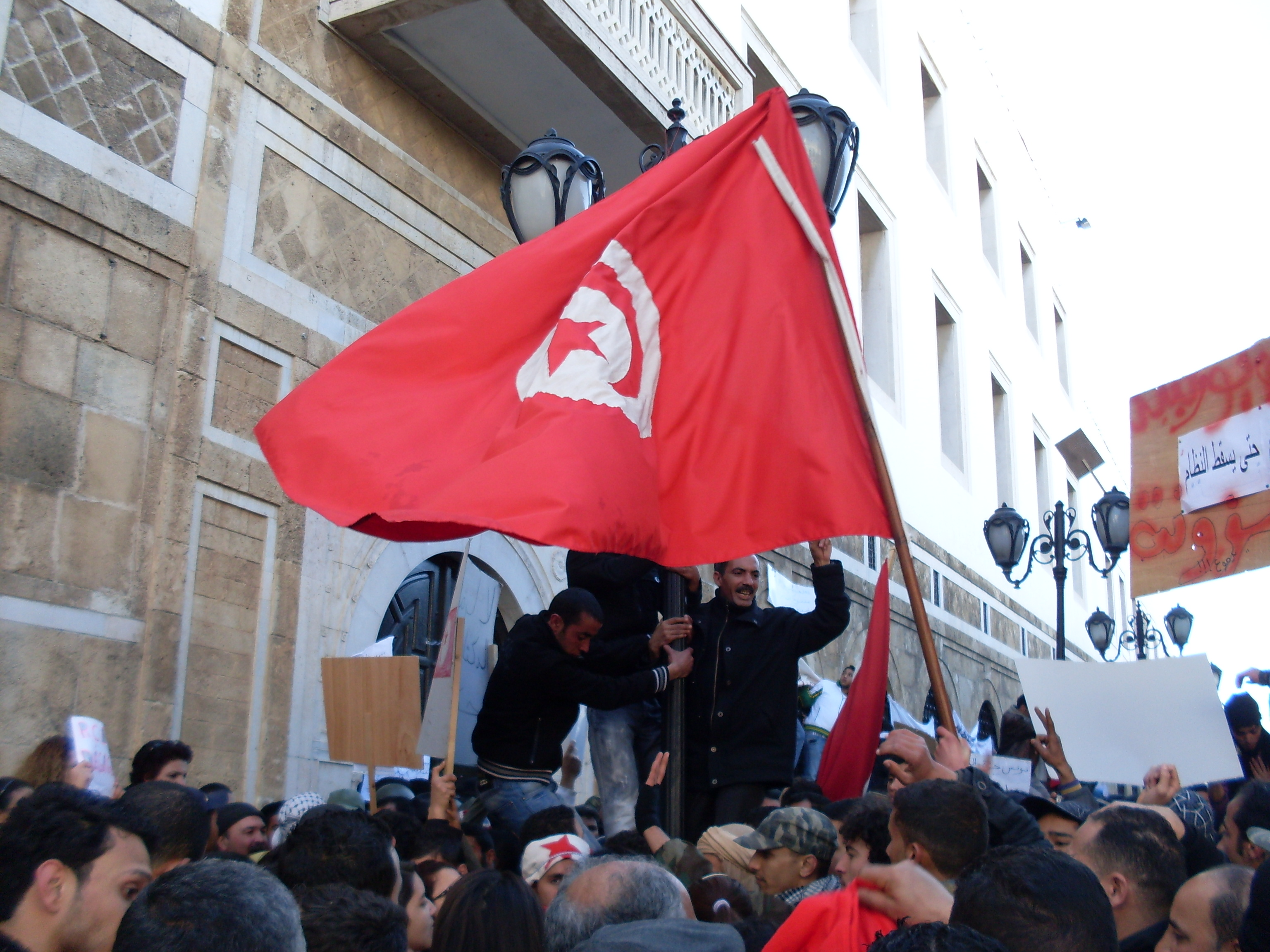
Rewolucja w Tunezji
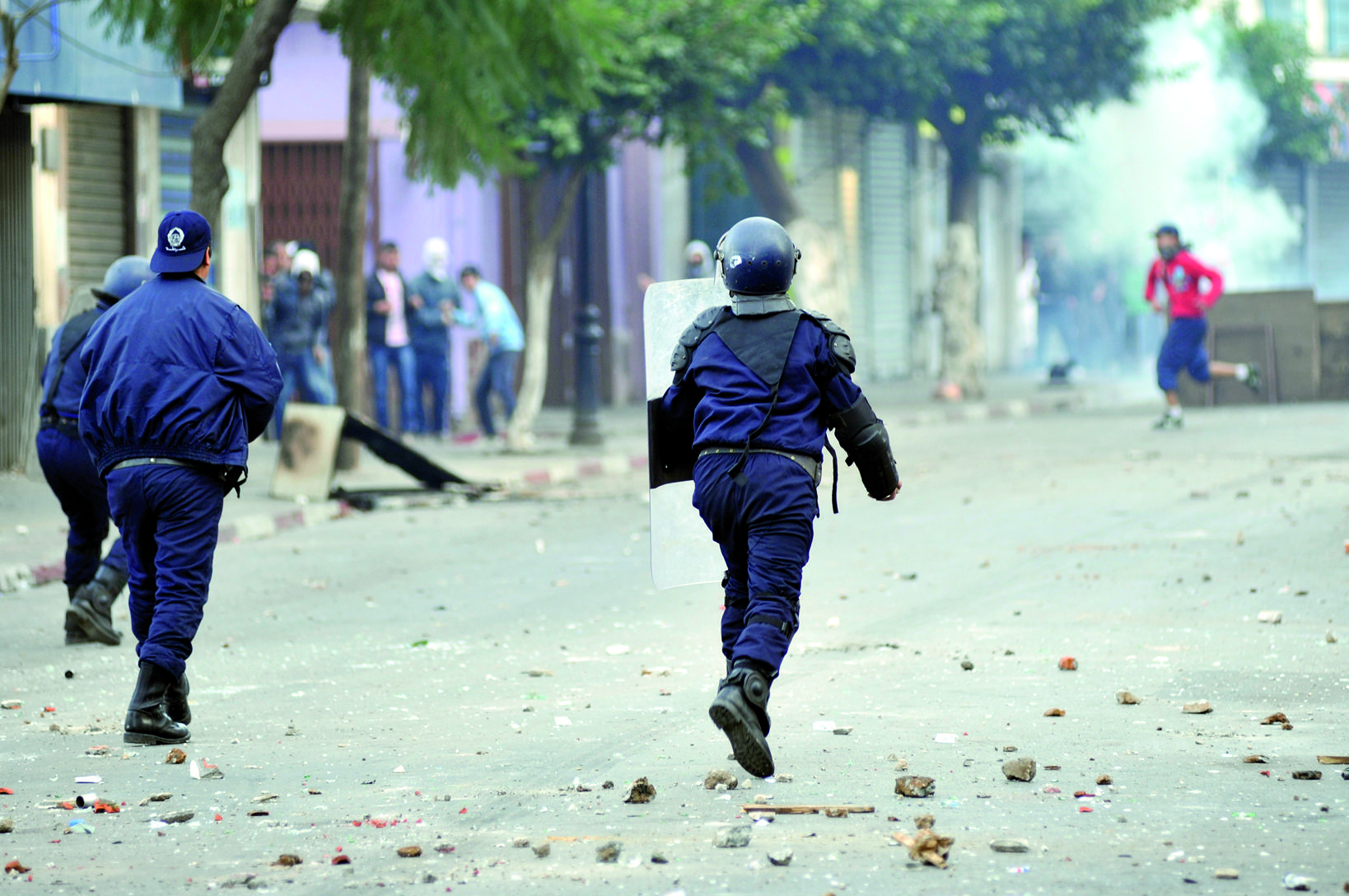
Protesty w Algierii
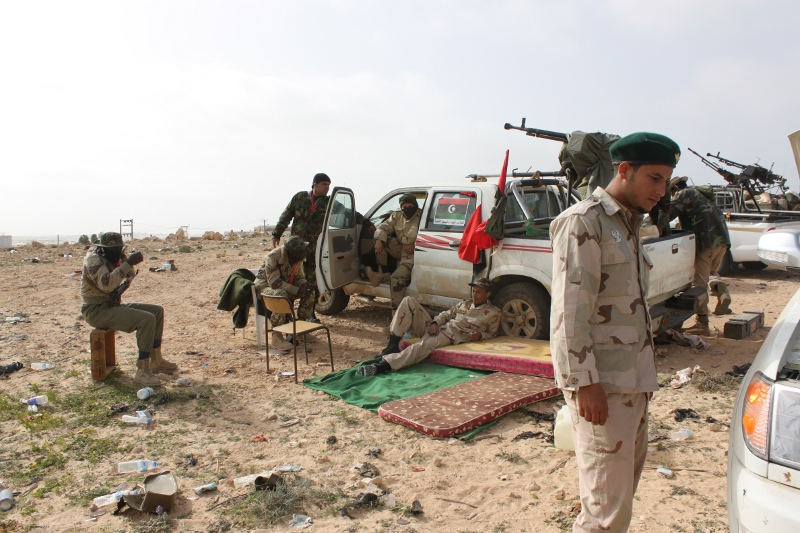
Rebelianci podczas wojny domowej w Libii
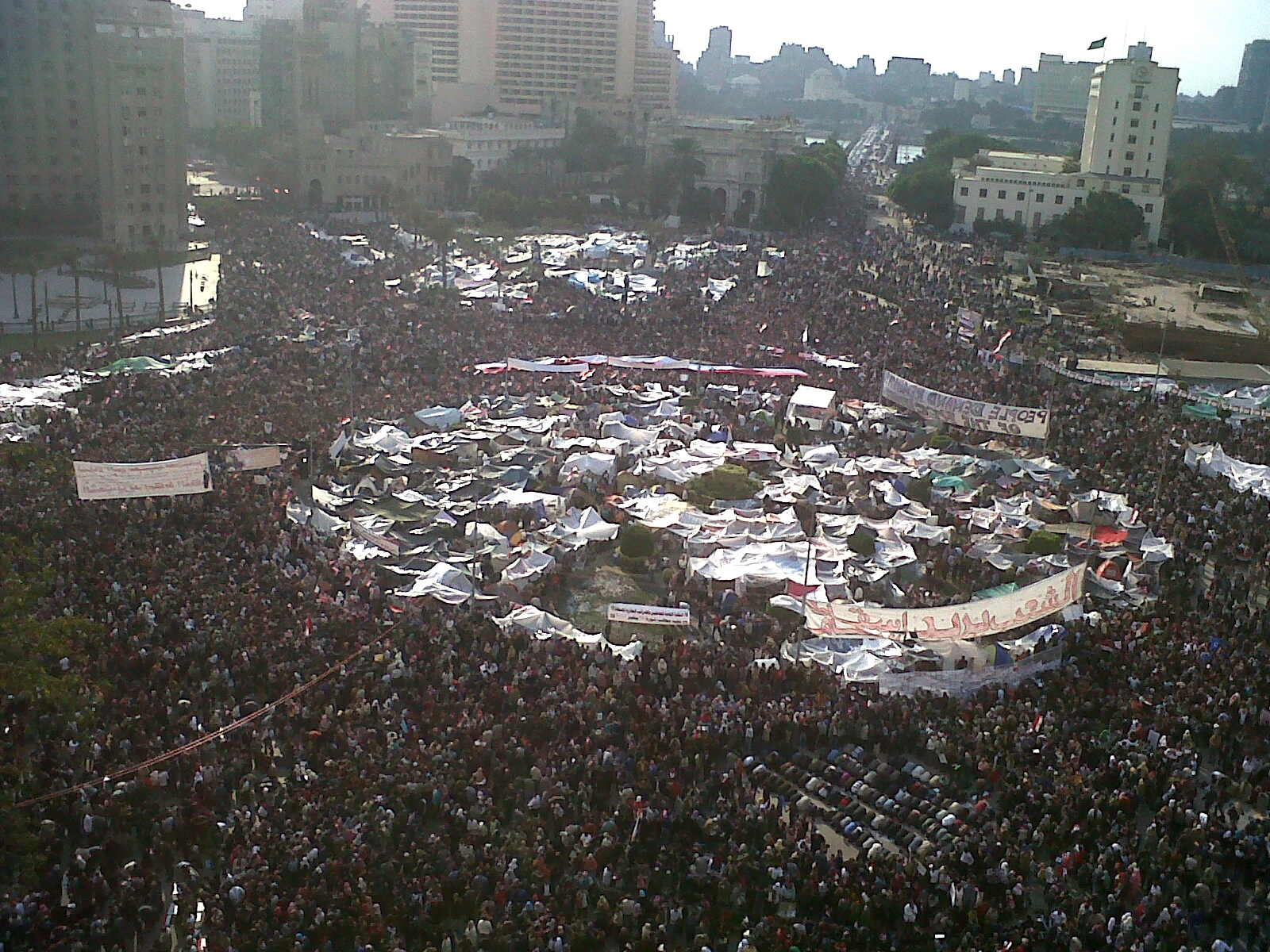
Manifestacje w Egipcie
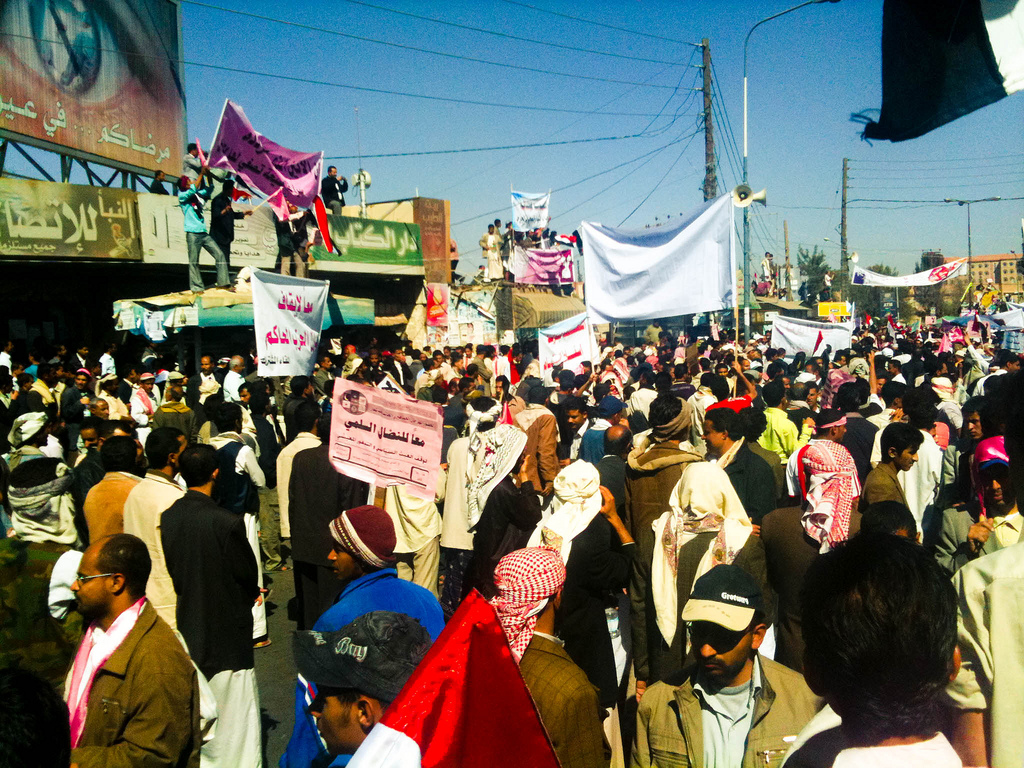
Rewolucja w Jemenie

### Pozostałe państwa
| Państwo    | Szef państwa Data objęcia urzędu | Początek wystąpień    | Koniec wystąpień | Charakter wydarzeń                    | Rezultat wydarzeń                                              |
| ---------- | -------------------------------- | --------------------- | ---------------- | ------------------------------------- | -------------------------------------------------------------- |
| Albania    | Bamir Topi 2007                  | 21 stycznia 2011(dts) |                  | mniejsze protesty, strajki, zamieszki |                                                                |
| Czarnogóra | Filip Vujanović 2003             | 21 marca 2011(dts)    |                  | mniejsze protesty, zamieszki          |                                                                |
| Iran       | Mahmud Ahmadineżad 2005          | 14 lutego 2011(dts)   |                  | masowe protesty                       |                                                                |
| Senegal    | Abdoulaye Wade 2000              | 19 lutego 2011(dts)   |                  | samospalenie                          | - prezydent Wade przegrywa walkę o reelekcję w wyborach w 2012 |
| Suazi      | Mswati III 1986                  | 18 marca 2011(dts)    |                  | mniejsze protesty                     |                                                                |